# Die Kindermörderin
Die Kindermörderin ist ein Trauerspiel (Drama) von Heinrich Leopold Wagner aus dem Jahr 1776 und zugleich sein wichtigstes Werk. Es verdeutlicht auf gesellschaftskritische Art und Weise die Probleme der Ständetrennung zwischen Bürgertum und Adel und den Stand der Frau in der Gesellschaft zu dieser Zeit. Nicht zuletzt soll das Werk das Problem des Kindermordes im 18. Jahrhundert und dessen harte Bestrafung ansprechen.
Die Hauptfiguren sind
- Evchen: ein junges Mädchen aus dem Bürgertum
- Von Gröningseck: ein junger adeliger Lieutenant
- Frau und Herr Humbrecht: Evchens Eltern
- Magister: der Cousin von Frau Humbrecht, ein Geistlicher

## Inhalt
Ein kostümierter Offizier und zwei ebenfalls maskierte Frauen betreten ein heruntergekommenes Zimmer eines Wirtshauses, das weithin als Bordell bekannt ist. Den Frauen, Mutter und Tochter Humbrecht, bleibt dies jedoch verborgen. Es stellt sich heraus, dass Evchen und Frau Humbrecht die Abwesenheit Herrn Humbrechts, eines sittenstrengen Straßburger Metzgermeisters, genutzt haben, um mit dem in ihrem Haus einquartierten Leutnant von Gröningseck einen Karnevalsball zu besuchen. Der Offizier hatte dann einen Ortswechsel angeregt, um mit seinen Begleiterinnen gegen halb drei Uhr früh einen Umtrunk und ein Frühstück einzunehmen und anschließend zum Ball zurückzukehren.
Von Gröningseck flirtet mit der Mutter, hat es in Wahrheit aber auf deren 18-jährige Tochter abgesehen. Er betäubt Frau Humbrecht mittels eines in den Punsch gemischten Schlafpulvers und vergewaltigt anschließend Evchen in einer Kammer. Unmittelbar danach verspricht von Gröningseck dem ebenso empörten wie traumatisierten Mädchen die Ehe. In fünf Monaten sei er „majorenn“, also volljährig, und werde dann sein Versprechen einlösen, um ihren Ruf zu retten. Bis dahin gelobt Evchen das Geschehene zu verschweigen, verbittet sich aber jede weitere Zutraulichkeit.
Bald stellt sich heraus, dass Evchen schwanger ist, was sie vor ihrer Familie und Umwelt mühsam verbirgt. Als der Ablauf der Fünf-Monats-Frist naht, weiht von Gröningseck seinen Kameraden, Leutnant von Hasenpoth, in die Sache ein. Er wolle nun zwei Monate Urlaub nehmen, um sein Erbe anzutreten. Anschließend plane er die (nicht standesgemäße) Metzgerstochter Evchen zu heiraten, wohlwissend, dass er als adeliger Offizier dann nicht mehr tragbar sei und den Militärdienst quittieren müsse. Während des Gesprächs ist zu erfahren, dass von Hasenpoth den Plan zu Evchens Vergewaltigung ausgeheckt und von Gröningseck auch das Schlafpulver für die Mutter besorgt hatte.
Kurz vor von Gröningsecks erwarteter Rückkehr erhält Evchen einen Brief, in dem ihr der Leutnant sein Eheversprechen unerwartet aufkündigt und sie an von Hasenpoth weiterreicht. Die junge Frau fühlt sich zutiefst gedemütigt, fürchtet den Skandal einer unehelichen Geburt und verlässt darum heimlich ihr Elternhaus. Als der Magister, der Evchens tragisches Geschick erahnt, bei Herrn Humbrecht vorspricht, um zwischen dem cholerischen Vater und der Tochter zu vermitteln, ist Evchen bereits verschwunden.
Evchen kommt anonym bei der Lohnwäscherin Frau Marthan unter. Dort gebärt sie ihr Kind, das sie zu allem Unglück aber nicht stillen kann. Durch Frau Marthan erfährt die Wöchnerin, die kaum das Haus verlässt, in der Stadt glaube man, Evchen Humbrecht sei eine von ihrer Mutter verkuppelte Hure, die sich nun im Fluss ertränkt habe. Aus Scham und Gram sei darauf auch die Mutter gestorben. Verzweifelt gibt Evchen ihre wahre Identität preis und bittet Frau Marthan, ihren Aufenthaltsort an den Vater, den Metzger Humbrecht, zu offenbaren und dafür die von ihm ausgesetzte Belohnung zu kassieren. In Frau Marthans Abwesenheit tötet Evchen das hungrig schreiende Kind mit einer Stecknadel.
Im letzten Akt treffen die Hauptpersonen noch einmal aufeinander. Von Gröningseck deckt auf, dass den Abschiedsbrief in Wahrheit der intrigante von Hasenpoth unter von Gröningsecks Namen verfasst hat. Evchen erwartet die Todesstrafe, die sie als Kinds- und vermeintliche Muttermörderin gerne hinnehmen will. Von Gröningseck plant, für Evchen ein milderes Urteil zu erwirken. Dafür will er notfalls sogar beim französischen König vorsprechen (Anm.: Straßburg war seit 1681 Teil Frankreichs, blieb aber lange deutsch und lutherisch geprägt). Herr Humbrecht
verspricht ihm dafür jede finanzielle Unterstützung.

## Entstehungsgeschichte
Noch im selben Jahr nach der Veröffentlichung 1776 begann Karl Gotthelf Lessing mit der Überarbeitung von Wagners Originalfassung für das Döbbelinsches Theater, da Lessing Die Kindermörderin für ein Werk Jakob Michael Reinhold Lenz’ hielt und trotz der „unanständigen und unmoralischen Handlung“ nicht uninteressant fand und eine Aufführung stattfinden sollte. Er drosselte den Kraftstil Wagners. Den ersten Akt strich er komplett heraus, fügte den Inhalt in den Rest des Dramas ein und entfernte den Dialekt. Nach der Fertigstellung seiner Abänderung schickte er sie an seinen Bruder, Gotthold Ephraim Lessing, der es „mit Vergnügen gelesen“ habe. Auch Friedrich Schiller äußerte sich zu Wagners Stück: Es habe rührende Situationen und interessante Züge, doch es erhebe sich über den Grad der Mittelmäßigkeit nicht. Es habe „zu viel Wasser“. Wagner verwarf die Abänderung Lessings nach der Fertigstellung 1777. Die Originalfassung wurde im selben Jahr im Wahrschen Theater in Pest und Bratislava aufgeführt.
Ebenfalls 1777 schrieb Wagner sein Stück selbst um, was am 4. September 1778 als Evchen Humbrecht oder Ihr Mütter merkts Euch! in Frankfurt am Main uraufgeführt und noch viele weitere Male bis 1813 aufgeführt wurde. In Wagners Überarbeitung wurde wie in Lessings Überarbeitung der erste Akt gestrichen und in den weiteren Verlauf eingearbeitet. Am Ende tötet Evchen ihr Kind jedoch nicht, da ihre Eltern kurz vorher in den Raum hineintreten und ihr verzeihen. Am 4. September 1904 wurde die Originalfassung auf der Volksbühne Berlin zum zweiten Mal uraufgeführt.
1963 überarbeitete Peter Hacks das Stück und machte so auf die „Existenz von Klassenschranken“ aufmerksam.

## Hintergrund
Wagner orientiert sich namentlich sehr an den damaligen Gegebenheiten in Straßburg, wo die Handlung spielt, weiters benutzt er Elemente aus anderen Werken seiner Zeitgenossen. Goethe, Shakespeare, Mercier, Rousseau oder Richardson bildeten eine Grundlage für die Charaktere der Kindermörderin. Goethe bezeichnete Die Kindermörderin als Plagiat seines Urfaust.
In der Rezension zu einer Aufführung des Stückes 1922 in Prag weist Robert Musil auf die Verwandtschaft des Stückes mit der Gretchentragödie in Goethes Faust hin, Wagner soll den Plan zum Gretchenstoff von Goethe erfahren haben, wobei Musil meint, das Wort Plagiat würde Goethe „verkleinern“.
In seinem Drama legt Wagner vier verschiedene soziale Schichten vor und kritisiert ihre Ungleichheiten:
- die bürgerliche Familie Humbrecht
- den religiösen Magister
- die weltliche Gewalt im Fiskal und seinen Fausthämmern
- die adlige militärische Offiziersschicht (von Gröningseck, von Hasenpoth)

Durch die Stände können Evchen und von Gröningseck nicht sofort heiraten, was Evchen zum Mord an ihrem Kind zwingt. Des Weiteren wird das „bürgerliche Mädchen“ bestraft, der Fausthammer jedoch nicht für sein Vergehen. Der Adel wird an seinem Betrug (besonders am Bürgertum) kritisiert.
Wagner hatte keine Scheu, eine Bordellszene und die Darstellung eines Kindsmordes auf der Bühne darzustellen. Dabei wandte er eine Paralleltechnik an: Beispielsweise wird Evchen ebenfalls wie die Tochter einer Mieterin verführt. Durch beiläufig eingeflochtene Äußerungen gibt Wagner Vorausdeutungen auf spätere Handlungen. So lässt die Bemerkung von Gröningsecks zu von Hasenpoth, nie einen Brief an Evchen geschrieben haben, die Tragödie vorausahnen. Die Aufforderung an Evchen von ihrem Vater, wieder in die Kirche zu gehen, ermöglicht es dem Magister, von ihrer Ohnmacht zu berichten. Dadurch wird eine Zwischenhandlung auf der Bühne vermieden.
Der verwendete Dialekt und geographische Bezeichnungen aus Straßburg. Sprachlich sind die Personen wie folgt einzuteilen: Humbrecht, der Magister, von Hasenpoth und die Nebenfiguren zeichnen sich durch einen durchgängigen Sprachton aus. Frau Humbrecht, Evchen und von Gröningseck wechseln diesen sehr oft.
Die verwendeten Personennamen gab es in Straßburg teilweise wirklich. Es existierte ein Bäcker Michel, vor dessen Tür ein Kind getötet wurde, und ein Metzger Valentin Humbert. Des Weiteren war ein Bayernregiment („Royal Bavière“) in Straßburg stationiert.

## Wissenswertes
Nach dem Deutschen Wörterbuch ist Wagners Werk der älteste Beleg für das Wort Kindermörderin.

## Sekundärliteratur
- Jörg-Ulrich Fechner: Die Kindermörderin. (= Reclams Universal-Bibliothek. Nr. 5698). Reclam, Stuttgart 1997, ISBN 3-15-005698-5.
- Matthias Luserke-Jaqui: Die Kindermörderin. (= Reclams Universal-Bibliothek. Nr. 8410). Reclam, Stuttgart 1997, ISBN 3-15-008410-5, S. 161–193.
- Matthias Luserke: Die Kindermörderin und der Kindsmord als literarisches und soziales Thema. (= Reclams Universal-Bibliothek. Nr. 17602). Reclam, Stuttgart 1997, ISBN 3-15-017602-6, S. 218–243.
- Ulrich Karthaus (Hrsg.): Sturm und Drang. Epoche-Werke-Wirkung. Beck, München 2007, ISBN 978-3-406-46189-7, S. 113–123.